# Marthille
Marthille é uma comuna francesa na região administrativa de Grande Leste, no departamento de Mosela. Estende-se por uma área de 10,2 km². Em 2010 a comuna tinha 173 habitantes (densidade: 17 hab./km²).